# John Habberton
John Habberton (1842–1921) byl americký spisovatel a literární kritik. Pracoval v novinách New York Herald. Známý je především jako autor knihy pro děti, v češtině obvykle uváděné jako Hýta a Batul nebo Helenina drůbež (anglicky Helen's Babies, 1876; česky poprvé vydáno roku 1905, překlad Antonie Malá, ilustrace Josef Wenig). Kromě toho psal příběhy ze života v Kalifornii, sebrané později v knize Romance of California Life: Illustrated by Pacific Slope Stories, Thrilling, Pathetic and Humorous (1880).